# Municipio de Tlaquilpa
El municipio de Tlaquilpa es uno de los 212 municipios en que se encuentra dividido el estado mexicano de Veracruz de Ignacio de la Llave. Se encuentra localizado en la zona centro del estado, en la región llamada de las Montañas. Está ubicado en las coordenadas 19°56′45.02″N 98°45′10.85″O / 19.9458389, -98.7530139 y cuenta con una altura de 2.340 m s. n. m. Su cabecera es la localidad de Tlaquilpa.
El municipio lo conforman 68 localidades en las cuales habitan 6.554 personas. Es un municipio categorizado como rural.
Tlaquilpa tiene un clima principalmente frío extremoso con lluvias en verano y algunas más en otoño e invierno.
El municipio de Tlaquilpa celebra sus tradicionales fiestas en honor a Santa María Magdalena en el mes de julio.

## Límites
- Norte: Atlahuilco y Xoxocotla
- Sur: Astacinga
- Este: Los Reyes y Texhuacán
- Oeste: El estado de Puebla y el municipio de Xoxocotla